# Preise, Jerusalem, den Herren (Georg Theodor Reineck)
Preise, Jerusalem, den Herren ist eine Kantate von dem Weimarer Stadtkantor Georg Theodor Reineck aus dem Jahre 1716. Er schrieb sie unter dem latinisierten Namen Georg Theodor Reineccius.
Die Kantate war Teil einer Huldigung für Herzog Wilhelm Ernst zur Einweihung des ersten im schlichten Barock erbauten Schulhauses 1716 am Töpfermarkt in Weimar, dem heutigen Herderplatz, „hierbei durch eine CANTATA“ beteiligt. Die Kantate war bestimmt für einen achtstimmigen Chor. Philipp Spitta schrieb in einer Biographie zu Johann Sebastian Bach einiges sowohl zu Reineck als Person, als auch zu seinen Kompositionen. Besonders wurde diese Kantate gewürdigt insbesondere die Reaktionen der Zeitgenossen.